# João Nogueira Penido
João Nogueira Penido (Juiz de Fora, 28 de janeiro de 1862 — Juiz de Fora, 22 de junho de 1945) foi um político brasileiro. Exerceu o mandato de deputado federal constituinte por Minas Gerais em 1934.
O político e médico juiz-forano ficou mais conhecido em sua cidade-natal por Dr. João Penido. Ao Dr. João Penido foram dadas homenagens ao Hospital Regional Dr. João Penido, à Represa Dr. João Penido e à Praça Dr. João Penido, também conhecida como a Praça da Estação, em Juiz de Fora.